# 랄프 조지 호트리

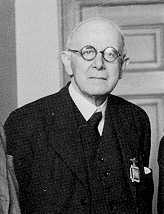

랄프 조지 호트리 경(Ralph George Hawtrey, 1879년 11월 22일 – 1975년 3월 21일)은 영국의 경제학자였으며, 존 메이너드 케인스의 절친한 친구였다. 그는 케임브리지 대학의 지적 비밀 사회인 케임브리지 사도들의 일원이었다.
그는 산업과 상업의 경제적 우여곡절을 향해 통화주의적 접근을 취하여 은행 금리 조정을 통한 통화 공급의 변화를 옹호하여 케인즈의 후기 작업을 예고했다. 1920년대에 그는 후에 재무부 견해라고 불리는 것을 옹호했다. 그는 또한 1931년에 승수로 알려지게 된 개념을 발전 시켰는데, 이는 총 국민 투자의 변화가 총 국민 소득의 양에 미치는 영향을 보여주는 계수이다.
국제 금본위제를 회복하려는 실패한 시도가 대공황으로 이어졌다는 것이 그의 견해였다.

## 생애
호트리는 런던 근처의 슬로우에서 태어났고, 1898년 이튼에서 케임브리지 트리니티 칼리지로 올라갔다. 그는 1901년 케임브리지를 졸업했다. 그는 1903년에 해군에 입대한 후 재무부 (1904)로 옮겨 1919년에 재정 조사 책임자가 되었다. 1945년 은퇴할 때까지 그는 영국 재무부에서 일했다.
알프레드 마셜은 호트리의 경제 교육에 즉각적인 참여를 하지 않았다. 그의 경제 교육은 대부분 재무부에서 취득한 것이었다. 그러나 그는 케임브리지 경제학자들과 긴밀한 접촉을 했다. 경제학에서 벗어나 그는 사도들과 블룸스베리 둘 다와 관련이 있었다.
그는 1928년부터 1929년까지 영국 재무부에서 특별 휴가를 보내면서 하버드 대학에서 방문 강사로 가르쳤다. 1945년 공식 은퇴 후 그는 1947년부터 1952년까지 개최한 왕립 국제문제연구소의 국제경제학 교수로 선출되었다.
호트리는 1956년에 기사 작위를 받았다.

## 업적
호트리는 존 메이너드 케인스의 이론을 예고하면서 소득 접근법을 접목한 화폐수량설을 포함한 많은 중요한 경제 분석 발전에 기여했다.